# عربی اردنی
عربی اردنی یکی از گویش‌های عربی شامی است که مردم پادشاهی اردن هاشمی بدان سخن می‌گویند. این گویش به همراه عربی فلسطینی، عربی شامی جنوبی را می‌سازد. حدود ۶ میلیون نفر بدین گویش سخن می‌گویند.
دوزبان‌گونگی ویژگی زبان در اردن و سایر کشورهای عرب‌زبان است؛ عربی نوین معیار زبان رسمی کشور است و در اسناد و رسانه‌ها کاربرد دارد، درحالی که گفتگوهای روزمره با گونه‌های محلی انجام می‌پذیرد.